# Asianthrips sufflavus
Asianthrips sufflavus (лат.) — вид трипсов рода Asianthrips из семейства Phlaeothripidae (Thysanoptera).

## Распространение
Встречаются в Юго-Восточной Азии: Таиланд (Phuket Is., около Tone Sai Waterfall).

## Описание
Мелкие желтовато-коричневые насекомые (длина около 1—2 мм) с четырьмя бахромчатыми крыльями. От близких видов отличаются следующими признаками: голова в основном жёлтая, но глазковая область и щёчные области сразу за глазами коричневатые; среднегрудь, плевральные отделы заднегруди и переднебоковые части II тергита брюшка слабо заштрихованы коричневым; членики усиков VI и VII с 5–6 щетинками на дорзуме; трубка примерно в 0,6 раза длиннее головы у самки.  Усики 8-члениковые, VIII членик сросшийся с VII члеником; сегмент III асимметричный; колокольчатые сенсиллы на II членике расположены вблизи вершины. Заднегрудной стерноплевральный шов отсутствует; мезопрестернум медиально сросся с мезоэустернумом, между этими пластинками с обеих сторон имеются швы. Брюшные тергиты II—VII с двумя парами удерживающих крыло щетинок.

## Классификация
Вид был впервые описан в 2022 году японскими энтомологами Shuji Okajima и Masami Masumoto (Laboratory of Entomology, Tokyo University of Agriculture, Ацуги, Канагава, Япония). Близок к виду Asianthrips  pallens.